# Tetranychus okinawanus
Tetranychus okinawanus är en spindeldjursart som beskrevs av Ehara 1995. Tetranychus okinawanus ingår i släktet Tetranychus och familjen Tetranychidae. Inga underarter finns listade i Catalogue of Life.